# 佐々木昭一郎
佐々木 昭一郎（ささき しょういちろう、1936年（昭和11年）1月25日 - 2024年（令和6年）6月14日）は、日本のディレクター、映像作家、映画監督。NHKディレクター、文教大学情報学部教授を務めた。東京出身。

## 経歴
立教大学経済学部卒業後、1960年にNHKに入局し、芸能局ラジオ文芸部でラジオドラマの演出を手がけた。処女作は『都会の二つの顔』（1963年、ラジオテレビ記者会年間最優秀作品賞、芸術祭奨励賞）。
1968年、テレビドラマ部に異動し、『銀河テレビ小説』のアシスタントディレクターなどを務めると同時に多くの受賞作を生んだ。
1995年に定年もあってNHKを退局。その後はフリーディレクターとして活動。文教大学情報学部教授としても10年にわたり教鞭をとった。
2024年6月14日未明、神奈川県大和市の病院で肺炎のため死去した。88歳没。

## 演出の特徴
ロケ先現地の一般人に演技をつけて撮影するドキュメンタリー調の作風と、音・音楽の重視が特徴である。例えば『さすらい』ではフォークソング、『四季・ユートピアノ』ではピアノそしてマーラーの交響曲第四番第一楽章および第四楽章が効果的に使われている。また『川の流れはバイオリンの音』ではヴァイオリンが繰り返し扱われる。

## 主な作品
ラジオ作品以外は全てテレビドラマである。これまでソフト化は、『四季・ユートピアノ』のVHSソフトと、『コメット・イケヤ』のCDソフトだけであり、それ以外はパッケージソフト化されていない。ただし、中尾幸世出演作のいくつかはNHKによって何度か再放送され、2006年にはデジタルCS放送の日本映画専門チャンネルでテレビドラマ全作品や特別番組が放送された。
現在、テレビ・ラジオ作品のいくつかは、NHKアーカイブスなど各地のNHK施設にある番組公開ライブラリーで視聴可能である。またそれとは別に、横浜に所在する放送ライブラリーでも視聴可能である。
2014年に、20年以上の沈黙を破る初の劇場映画作品『ミンヨン 倍音の法則』が全国公開され、2016年にDVDソフト化されている。公開前後に合わせてNHK BSプレミアムではいくつかのテレビドラマや特別番組が放送された。
- マザー（1969年・1971年） - 初のテレビドラマ。モンテカルロ・テレビ祭最優秀作品賞。芸術選奨新人賞[3]。
- さすらい（1971年） - 遠藤賢司、笠井紀美子、友川かずき、栗田ひろみも登場。文化庁芸術祭テレビドラマ部門大賞。芸術選奨新人賞[4][5]。
- 夢の島少女（1974年）[6][7] - 中尾幸世のデビュー作[8]。
- 紅い花（1976年）[9] - つげ義春作品をモチーフにした。文化庁芸術祭テレビドラマ部門大賞。国際エミー賞優秀作品賞。全米でネットワーク放送。
- 四季・ユートピアノ（1980年） - 文化庁芸術祭テレビドラマ部門大賞。放送文化基金賞ドラマ番組部門本賞。ギャラクシー賞。イタリア賞テレビドラマ部門グランプリ。国際エミー賞優秀作品賞。全米でネットワーク放送[10][11]。
- 川3部作 - オール海外ロケ作品。
  - 川の流れはバイオリンの音 〜イタリア・ポー川〜（1981年） - 文化庁芸術祭テレビドラマ部門大賞。イタリア市民賞[12]。
  - アンダルシアの虹 川（リバー） スペイン編（1983年）[13][14]第21回プラハ国際テレビ祭最優秀演出賞。
  - 春・音の光 川（リバー） スロバキア編（1984年）[15][16] - 文化庁芸術祭テレビドラマ部門優秀賞。芸術選奨文部大臣賞。毎日芸術賞。
- 東京 オン・ザ・シティー（1986年）[17]
- 夏のアルバム（1986年）[18]
- クーリバの木の下で（1987年）[19]
- 鐘のひびき 〜プラハからヒロシマへ（1988年）[20]
- 七色村（1989年）[21] - 和歌山県の実在の村がモデル。バンフ国際テレビ祭特別賞。
- ヤン・レツル物語 〜広島ドームを建てた男（1991年）[22]
- パラダイス オブ パラダイス 〜母の声〜（1993年）[23]
- 八月の叫び（1995年）[24]

## 映画
- ミンヨン 倍音の法則（2014年10月11日）

## ラジオドラマ
- 終電です（1962年）
- 京浜国道（1963年5月24日、NHKラジオ第1放送）
- こどもの季節（1963年9月3日、NHKラジオ第2放送「芸術劇場」）
- 手は手、足は足（1963年10月12日、NHKラジオ第2放送「ラジオ小劇場」）
- 都会の二つの顔（1963年12月、NHKラジオ第2放送「ラジオ小劇場」） - ヒロインに当時まだデビュー前で、文学座養成所で研究生になる前に見習いをしていた宮本信子を起用。ラジオテレビ記者会年間最優秀作品賞受賞。翌年、再放送で芸術祭に参加し奨励賞を受賞。
- 猿の手（1964年8月17日、NHKラジオ第1放送「放送劇」）
- 雪女風土記（1964年12月14日、NHKラジオ第1放送「放送劇」）
- 失礼番号違い……（1965年2月15日、NHKラジオ第1放送「放送劇」）
- 小さな私のサファイア（1965年3月11・12日、NHKラジオ第1放送「芸能ステージ」）
- いつも月曜日に……（1965年4月3日、NHKラジオ第1放送「ラジオ小劇場(最終回)」）
- 白鷺の飛ぶ日に…（1965年4月10日、NHKラジオ第1放送「放送劇」）
- おはよう、インディア（1965年12月19日、NHKラジオ第2放送「芸術劇場」） - 脚本も担当。文部省芸術祭ラジオドラマ部門大賞。
- 二十歳（1966年1月15日、NHKラジオ第1放送） - 寺山修司脚本。吉永小百合の成人を記念して制作された朗読劇。１歳から20歳までを寺山修司の詩によって1分ごとに辿っていく。
- コメット・イケヤ （1966年8月31日、NHK東京「FM名作劇場」） - ラジオドラマ。寺山修司脚本。イタリア賞ラジオドラマ部門グランプリ。
- ひとりぼっちのあなたに -寺山修司・青春の詩（1985年、NHK-FM）出演

## 資料・関連番組
- 映像の詩人・佐々木昭一郎 〜映像の夢、音の記憶〜（2006年6月3日、日本映画専門チャンネル[25]） - 佐々木作品の特徴を葛城哲郎、吉田秀夫、是枝裕和、中尾幸世らが解説する。佐々木本人も出演。中尾のこぼれ話も。
- 私は人生を生き、テレビを生きる～“伝説の映像作家”佐々木昭一郎 創造の現場～（NHK BSプレミアム、2014年11月9日） - 『ミンヨン 倍音の法則』の制作に密着したというドキュメンタリー番組

## 著書
- 『創るということ』JICC出版局、1982年3月。 
  - 『新装増補版 創るということ』宝島社、2006年12月。ISBN 978-4796655682。
    - 『増補新版 創るということ』 青土社、2014年10月。ISBN 978-4791768196。
- 『八月の叫び』日本放送出版協会、1995年8月。ISBN 978-4140052167。
- 『ミンヨン倍音の法則 シナリオ+ドキュメント』映人社、2014年12月。ISBN 978-4871002370。

### 監訳
- オルガ・ストルスコバ（著）、佐々木昭一郎（監訳） 『レツルの黙示録』日本放送出版協会、1995年7月。ISBN 978-4140052143。